# Demetri Paleòleg (fill d'Andrònic II)
Demetri Àngel Ducas Paleòleg (grec medieval: Δημήτριος Ἄγγελος Δούκας Παλαιολόγος, Dimítrios Ànguelos Dukas Paleologos; nascut cap al 1297 i mort després del 1343) fou un dels fills de l'emperador romà d'Orient Andrònic II Paleòleg (r. 1282-1328) i la seva segona muller, Irene de Montferrat.
Nascut cap al 1297, Demetri era el fill petit d'Andrònic II. Quan tenia uns set anys, fou enviat a la cort del rei de Sèrbia, Esteve Milutin, amb vista a esdevenir-ne el successor. Tanmateix, ben aviat tornà a Constantinoble. El 1306 fou nomenat dèspota, la major dignitat per sota de l'emperador. El 1311 hi hagué una temptativa infructuosa de casar un fill d'Andrònic II, possiblement Demetri, amb una filla del rei d'Aragó, Jaume II el Just.
En la guerra civil romana d'Orient del 1321-1327, Demetri feu costat al seu pare contra el seu nebot, Andrònic III Paleòleg. El 1327 i 1328, en la fase final del conflicte, fou governador de Tessalònica. Fou obligat a fugir a Sèrbia, mentre que Andrònic III feu presoners la seva muller i els seus fills, però Demetri tornà a Constantinoble una vegada consumada la victòria d'Andrònic III. Fou acusat de conspirar contra el seu nebot el 1336/37, però Andrònic III li retirà els càrrecs. El 1343 desapareix de les fonts.
Demetri també era un expert teòleg i miniaturista. No es coneix amb certesa el nom de la seva muller, però possiblement era Teodora Comnena. Tingueren una filla, la futura emperadriu Irene, i com a mínim un altre fill de nom desconegut.